# Collezioni di uccelli

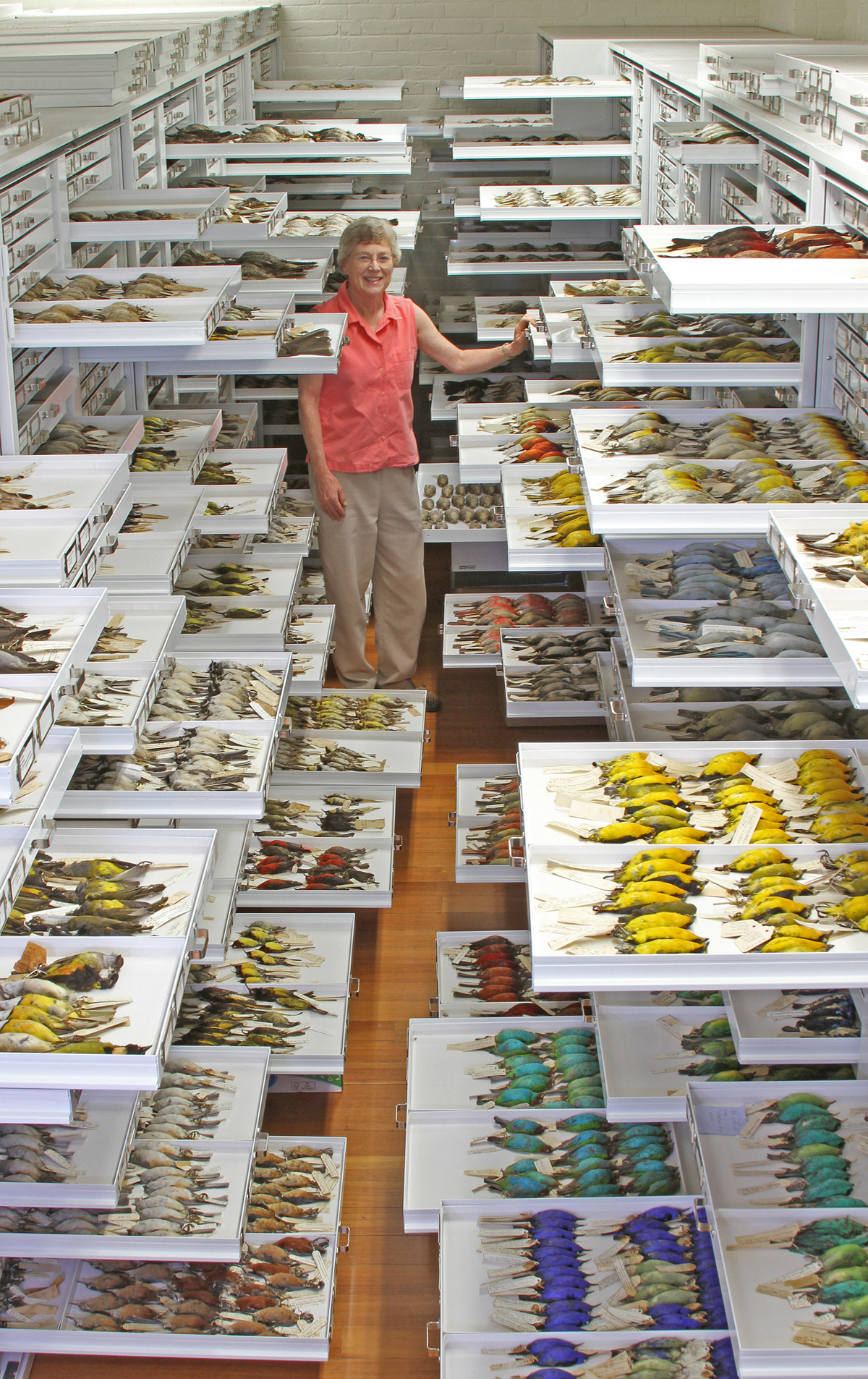
Archivio del Museo di Zoologia Comparata, Università di Harvard

Le collezioni di uccelli sono archivi curati di campioni scientifici costituiti da uccelli e dalle loro parti. Sono una risorsa di ricerca per l'ornitologia e per altre discipline scientifiche in cui le informazioni sugli uccelli sono utili. Queste collezioni sono archivi della diversità aviaria e soddisfano le diverse esigenze di ricercatori scientifici, artisti ed educatori. Le collezioni possono includere una varietà di tipi di preparati che enfatizzano la conservazione di piume, scheletri, tessuti molli o (sempre più) una loro combinazione. Le dimensioni delle collezioni moderne variano da piccole collezioni didattiche, come quelle che si potrebbero trovare in un centro visitatori di una riserva naturale o in un piccolo college, a grandi collezioni di ricerca dei principali musei di storia naturale del mondo, il più grande dei quali contiene centinaia di migliaia di esemplari. Le collezioni di uccelli funzionano in modo molto simile alle biblioteche, con esemplari disposti in cassetti e armadietti in ordine tassonomico, curati da scienziati che supervisionano la manutenzione, l'uso e la crescita delle collezioni e le rendono disponibili per lo studio attraverso visite o prestiti.

## Storia delle collezioni di uccelli

### Origine
Le radici delle moderne collezioni di uccelli si trovano nelle esplorazioni degli europei del XVIII e XIX secolo intente a documentare la diversità globale di piante e animali. Era una moda raccogliere ed esporre curiosità naturali nell'Inghilterra vittoriana. Alcuni ricchi naturalisti del gabinetto furono in grado di accumulare grandi collezioni utilizzando reti di collezionisti sul campo. Queste prime collezioni non erano destinate a studi scientifici e i collezionisti davano importanza all’estetica piuttosto che al valore scientifico. Molto più tardi si trasformò in una ricerca più scientifica.

### Crescita

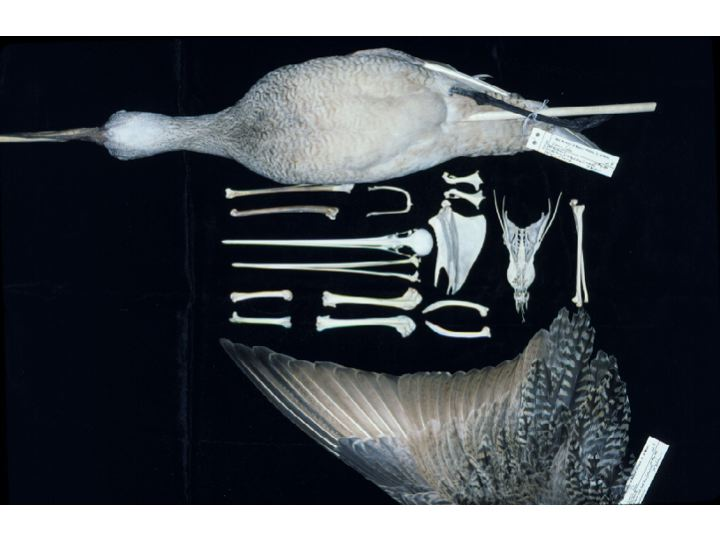
Pittima reale marmorizzata, Limosa fedoa, preparata come pelle (shmoo), scheletro e ala spiegata.

Le prime collezioni scientifiche di uccelli includevano quelle appartenenti a Pallas e Naumann in Germania, Latham e Tunstall in Inghilterra e Adanson in Francia. Le collezioni crebbero di dimensioni con l'aumento dell'attività marittima, dell'esplorazione e del colonialismo. Ad esempio, Charles Darwin raccolse oltre 400 esemplari di uccelli durante i suoi viaggi sul Beagle, e furono molti anni dopo il suo ritorno in Inghilterra che le sue collezioni di uccelli delle Galapagos ispirarono (in parte) la sua teoria dell'evoluzione attraverso la selezione naturale. Il museo di Parigi contava 463 esemplari di uccelli nel 1793 e salirono a 3411 nel 1809; Il museo di Berlino aveva 2.000 esemplari nel 1813, arrivando a 13.760 intorno al 1850. Nel 1753 c'erano 1.172 esemplari di uccelli nel museo fondato da Sir Hans Sloane, ma sembra che siano morti prima di essere trasferiti al British Museum. Anche i primi esemplari dei viaggi del Capitano Cook e quelli descritti da Latham nella sua General Synopsis of Birds (1781–1785) andarono perduti, forse a causa della scarsa tecnica di conservazione. La portata delle collezioni è cresciuta al punto da richiedere più spazio e curatori a tempo pieno. Agli albori dell'ornitologia, il collezionismo era il metodo dominante di osservazione e studio degli uccelli. Questo approccio è diminuito con la crescita della disciplina. L'uso di reti per catture faunistiche e fotografie, prelievi di sangue (per studi sul DNA, studi immunologici e altro), lo sviluppo dell'ottica e l'uso di altre nuove tecniche per studiare gli uccelli hanno ridotto la necessità di raccogliere campioni per la ricerca, eppure le collezioni continuano a fungere da risorsa condivisa vitale per la scienza (in particolare la tassonomia) e la conservazione. In un’era di estinzione di massa, le collezioni di uccelli testimonieranno le specie perdute.

## Tecniche di raccolta e conservazione

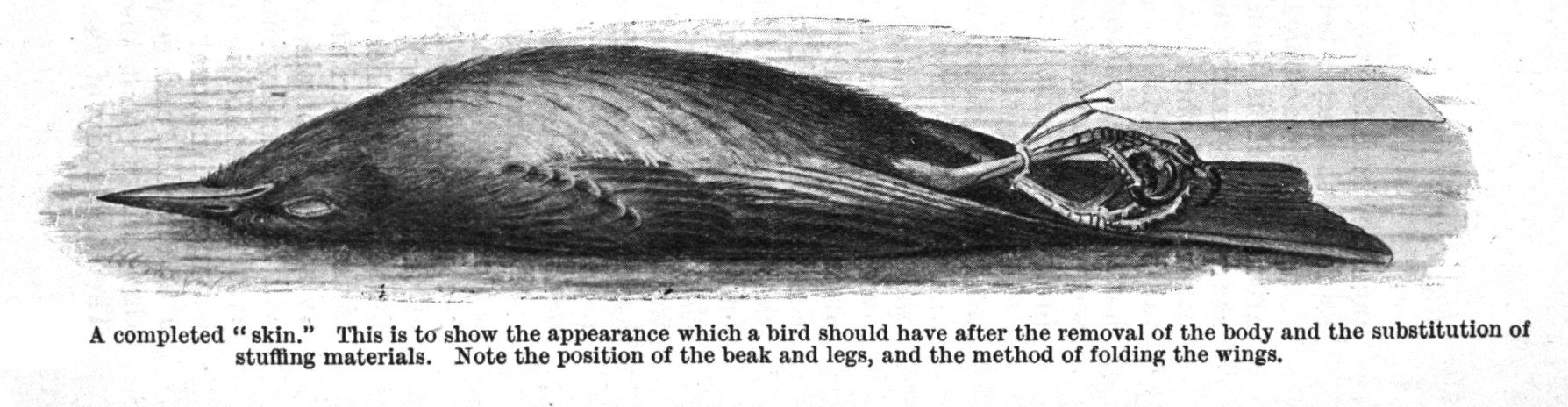
Una pelle di uccello preparata (1921)

I primi esemplari rappresentano uccelli che erano animali domestici o provenivano da serragli. Gli esemplari di uccelli più antichi sopravvissuti includono un pappagallo grigio africano un tempo di proprietà di Frances Teresa Stuart (1647–1702) che fu sepolto con il suo proprietario nell'Abbazia di Westminster a Londra. Diversi ibis e falchi mummificati sono stati registrati in tombe egizie risalenti al periodo compreso tra il 600 e il 300 a.C. Gli esemplari di uccelli ottenuti dal XVIII secolo per le collezioni di storia naturale venivano spesso ottenuti utilizzando armi da fuoco. Sono stati preferiti i fucili con pallini "a polvere" per ridurre i danni agli esemplari. Oggi gli esemplari provengono da una varietà di fonti. Molti (forse la maggior parte) vengono salvati da uccisioni a causa di gatti domestici, catture accessorie durante la pesca, malattie, urti di veicoli e altre fonti accidentali di mortalità. Tuttavia, si ritiene che le collezioni di uccelli del mondo siano inadeguate nel documentare la diversità aviaria, dal punto di vista tassonomico, geografico e temporale, con alcune parti delle regioni tropicali considerate sottorappresentate in particolari musei. I taxa sottorappresentati continuano a essere raccolti attivamente dagli ornitologi, generalmente utilizzando armi da fuoco o reti create apposta per la cattura. Le agenzie di autorizzazione supervisionano queste attività nella maggior parte dei paesi.
Le tecniche per la conservazione degli uccelli furono tentate già dall'inizio del XVI secolo, come mostrato negli scritti di Conrad Gesner e Pierre Belon. Quest'ultimo fornì istruzioni sulla rimozione dei visceri e sull'uso del sale per preservare gli esemplari di uccelli nel suo libro del 1555. Queste tecniche furono ulteriormente migliorate nel XVII secolo e furono utilizzati una serie di conservanti tra cui cenere (carbonato di potassio), sale, zolfo, allume, alcool e vari estratti vegetali. Agli albori delle collezioni di uccelli, la maggior parte degli esemplari venivano montati in posizioni irrealistiche, spesso con le ali sollevate come se stessero per prendere il volo. Questi erano tenuti all'aperto, i colori tendevano a sbiadire e gli esemplari stessi erano soggetti a danni da parte degli scarafaggi. A Berlino, JL Frisch ha iniziato a utilizzare barattoli di vetro ben chiusi per ogni montatura per prevenire danni da parassiti. Durante questo periodo, il conte de Reaumur presso il Museo di Parigi era riuscito a trovare tecniche per conservare gli esemplari senza perdita di colore. Questa tecnica era però segreta e risultati simili furono successivamente ottenuti mediante decapaggio con sale, pepe macinato, allume ed essiccazione per un mese con fili che mantenevano l'uccello in una posizione naturale. L'uso dell'arsenico per conservare gli esemplari fu introdotto per la prima volta da Jean-Baptiste Bécoeur (1718-1777) ma questo metodo fu rivelato pubblicamente solo nel 1800 da Louis Dufresne nel Traité Élémentaire et Complet d'Ornithologie di Daudin (1800). Nelle collezioni moderne, gli uccelli recuperati o raccolti possono essere conservati in diversi modi. La preparazione più tradizionale è lo studio della pelle, in cui viene rimossa quasi tutta la parte interna del corpo e sostituita con cotone in modo che il risultato finale assomigli ad un uccello sdraiato sul dorso con le ali ripiegate. Il borace è usato come conservante preferito poiché ha una bassa tossicità. Questa postura stereotipata è stata sviluppata per consentire a molte pelli di essere tenute in armadi per proteggerle da insetti e danni leggeri. Se si desidera uno scheletro completo, è possibile preparare una pelle piatta: tutte le ossa, i muscoli, l'apparato digerente e gli altri tessuti molli vengono accuratamente rimossi e le piume e la pelle vengono stese e asciugate.
Un metodo di preparazione più recente introdotto dal Royal Ontario Museum consiste nel rimuovere tutte le ossa per uno scheletro completo producendo anche una pelle rotonda senza becco o zampe (chiamata una preparazione ROM, anche se nel caso di un insieme di ossa di ali e zampe muniti di pelle, è chiamata shmoo in Nord America). In alternativa, l'intero uccello (o eventuali parti molli legate alle preparazioni sopra descritte) può essere conservato sotto alcol. Per ciascuno di questi metodi possono essere effettuate diverse preparazioni supplementari. Ad esempio, un'ala può essere rimossa e conservata separatamente come ala spiegata per un migliore studio delle penne di volo; un campione di tessuto può essere rimosso e congelato per analisi molecolari; oppure è possibile archiviare una registrazione del canto dell'uccello prima della raccolta. Né i campioni molecolari né le registrazioni sonore richiedono che un uccello venga raccolto (ucciso). Infine, se l'uccello è troppo degradato perché la pelle e le piume possano essere conservate, come nel caso di alcuni esemplari recuperati, può essere preservato solo lo scheletro. Il tessuto essiccato viene rimosso dagli scheletri utilizzando larve di scarabeo dermestide (genere Dermestes). Mentre in passato l'arsenico veniva regolarmente aggiunto alle pelli per proteggerle dalla distruzione da parte degli insetti, gli esemplari preparati oggi sono generalmente protetti da un periodo iniziale di congelamento per uccidere gli insetti e le loro uova, seguito dalla conservazione in teche da museo di alta qualità in un ambiente protetto e climatizzato. A ogni campione sono associati dati e la quantità di dati disponibili è solitamente direttamente correlata al valore scientifico del campione. La maggior parte degli esemplari sono di scarso valore per la ricerca senza informazioni di accompagnamento, come l'ora e il luogo in cui l'uccello è stato trovato o raccolto. Questa e altre informazioni importanti, come massa, sesso, deposizione di grasso e grado di ossificazione del cranio, sono scritte su un'etichetta insieme a un campo univoco e al numero del museo. I moderni database computerizzati dei musei includono tutte queste informazioni per ciascun esemplare, nonché i tipi di metodi utilizzati per preparare l'uccello. Le collezioni moderne cercano di massimizzare l'utilità di ciascun individuo conservato e ciò include la registrazione di informazioni dettagliate su di esso. La maggior parte degli esemplari moderni include anche un campione di tessuto conservato per studi genetici. L'accesso online ai dati delle collezioni sta diventando sempre più disponibile ed è in fase di sviluppo un database interistituzionale che copre milioni di registrazioni computerizzate di uccelli. La liofilizzazione di esemplari interi, soprattutto di piccoli uccelli, è stata adottata per l'uso nelle collezioni didattiche.

## Usi delle collezioni di uccelli

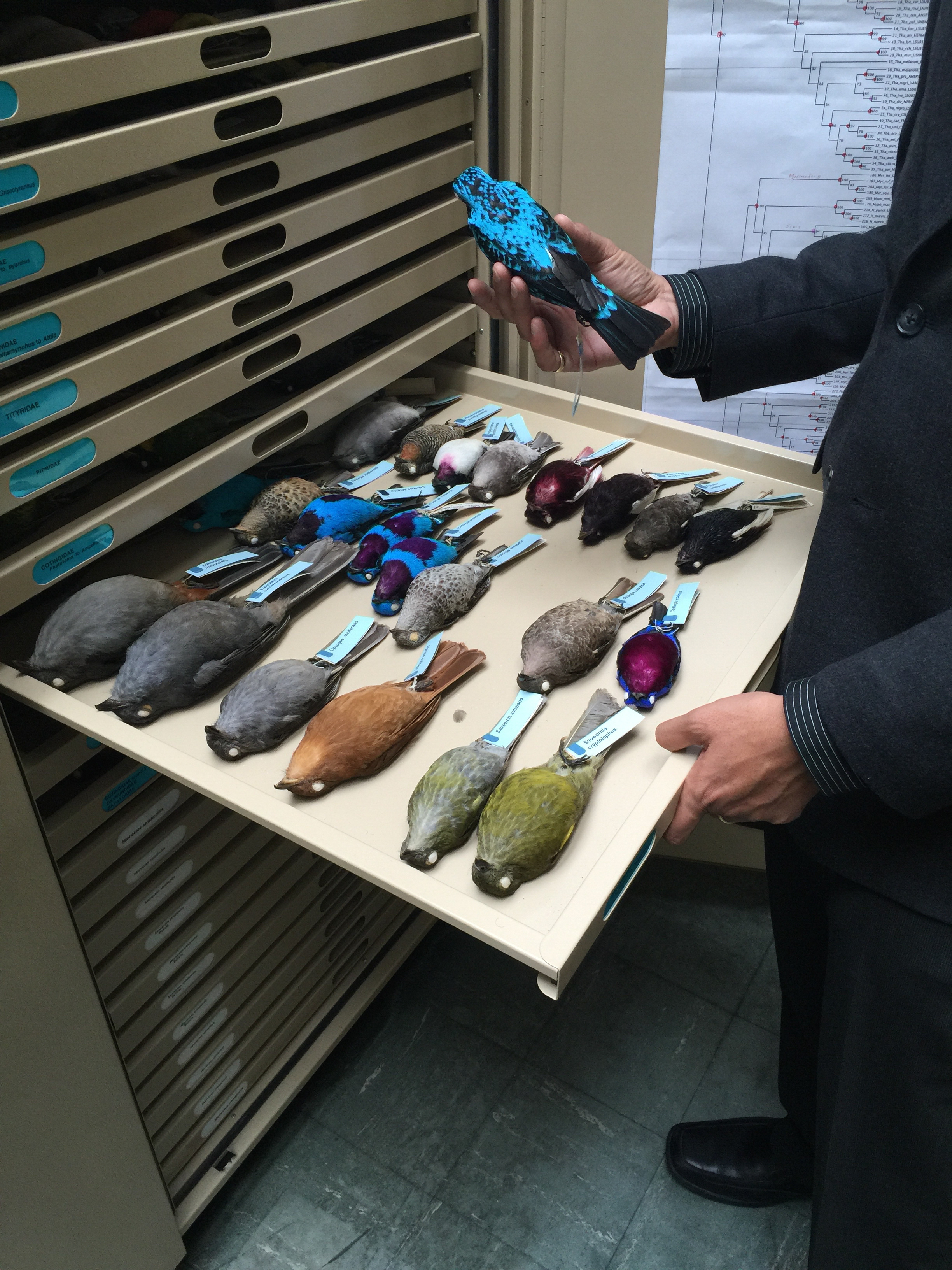
Archivio con uccelli preparati, Louisiana State University

Le collezioni di uccelli vengono utilizzate per un'ampia varietà di scopi. Tutte le specie biologiche, comprese quelle degli uccelli, sono rappresentate da un olotipo, la stragrande maggioranza dei quali sono esemplari completi (per lo più pelli) e in tempi moderni esplicitamente designati nella descrizione originale del taxon. Tutti gli altri presunti membri della specie possono essere confrontati con l'olotipo per confermare la loro identificazione. Studi rigorosi sulla tassonomia aviaria si basano su esemplari provenienti da collezioni di uccelli. Gli studi tassonomici si basano sui caratteri morfologici e genetici per determinare i limiti delle specie e le relazioni evolutive. I campioni museali sono stati la fonte preferita per valutare queste caratteristiche, poiché consentono di replicare gli studi: chiunque può tornare indietro e ripetere lo studio utilizzando gli stessi campioni per verificare le conclusioni. Tuttavia, in alternativa è stato sostenuto che tale riesame può essere effettuato a partire da fotografie archiviate senza uccidere il pezzo oggetto di studio.
Nel caso degli studi molecolari, è stata raccomandata la conservazione di un campione che possa garantire l'origine del campione di tessuto utilizzato per raccogliere dati genetici, poiché l'analisi genetica spesso produce risultati sorprendenti che rendono cruciale il riesame del campione originale.
Gli studi sugli ectoparassiti (parassiti che vivono sulla superficie esterna del corpo dell'ospite o nelle cavità facilmente accessibili quali il naso, la bocca, l'orecchio), solitamente ottenuti durante la cattura, ma anche ottenuti da vecchi esemplari museali, sono preziosi per studi sulla coevoluzione e sulle zoonosi.
Oltre alla ricerca tassonomica, le raccolte possono fornire informazioni rilevanti per lo studio di una varietà di altre questioni ornitologiche, tra cui l'anatomia comparata, l'ecologia, il comportamento, la malattia e la conservazione. Gli ornitologi forensi utilizzano le raccolte per identificare le specie coinvolte negli attacchi di uccelli aerei, materiali importati contenenti parti di uccelli e uccelli uccisi attraverso varie attività umane, legali e illegali. Inoltre, le collezioni vengono utilizzate dagli archeozoologi per identificare le ossa di uccelli nei siti umani preistorici o le specie di origine delle piume utilizzate nei manufatti culturali umani. Le collezioni sono state anche ampiamente utilizzate dagli artisti, in particolare per la produzione di tavole per guide ornitologiche sul campo. L'osservazione ravvicinata e l'opportunità di manipolazione fornite dalle pelli di studio conservate le rendono, insieme alle osservazioni sul campo e alla fotografia, una base importante per i pittori di tavole guida sul campo di uccelli. La maggior parte delle specie di uccelli hanno diversi piumaggi unici che distinguono gli immaturi dagli adulti, i maschi dalle femmine e gli allevatori dai non allevatori. Pertanto, potrebbero essere necessari molti campioni diversi per produrre una piastra completa per l'identificazione di una determinata specie. Dai campioni sono possibili misurazioni accurate del colore mediante spettrometria. Per gli uccelli marini, gli esemplari museali sono indicatori adeguati del colore delle piume ma non del colore della pelle.
Le collezioni di uccelli sono state utili per studi retrospettivi e offrono ai ricercatori attuali e futuri il potenziale per effettuare studi morfologici e molecolari approfonditi sulla diversità aviaria del passato. Uno dei primi e più famosi esempi di ciò fu l'uso di raccolte di uova del XIX e dell'inizio del XX secolo per determinare che il pesticida DDT stava producendo l'assottigliamento dei gusci delle uova nei rapaci. Gli ornitologi che raccolsero le uova non avrebbero mai potuto sapere che il loro lavoro un giorno avrebbe aiutato a stabilire le cause del declino e avrebbe aiutato a elaborare strategie di conservazione per salvare uccelli come il falco pellegrino da una possibile estinzione.
Mentre le minacce alle popolazioni di uccelli crescono e le estinzioni continuano, i campioni storici sono preziosi per documentare gli impatti delle attività umane e le cause del declino delle specie minacciate. Le raccolte di uccelli sono state utilizzate anche per misurare il flusso di inquinanti ambientali nel tempo. Uno studio sui depositi di fuliggine su campioni raccolti all'interno della cintura manifatturiera degli Stati Uniti è stato utilizzato per monitorare le concentrazioni di nerofumo atmosferico in un arco di 135 anni. In futuro potrebbero sorgere altri possibili usi per esemplari di uccelli non conosciuti oggi.

## Dibattiti sulla raccolta

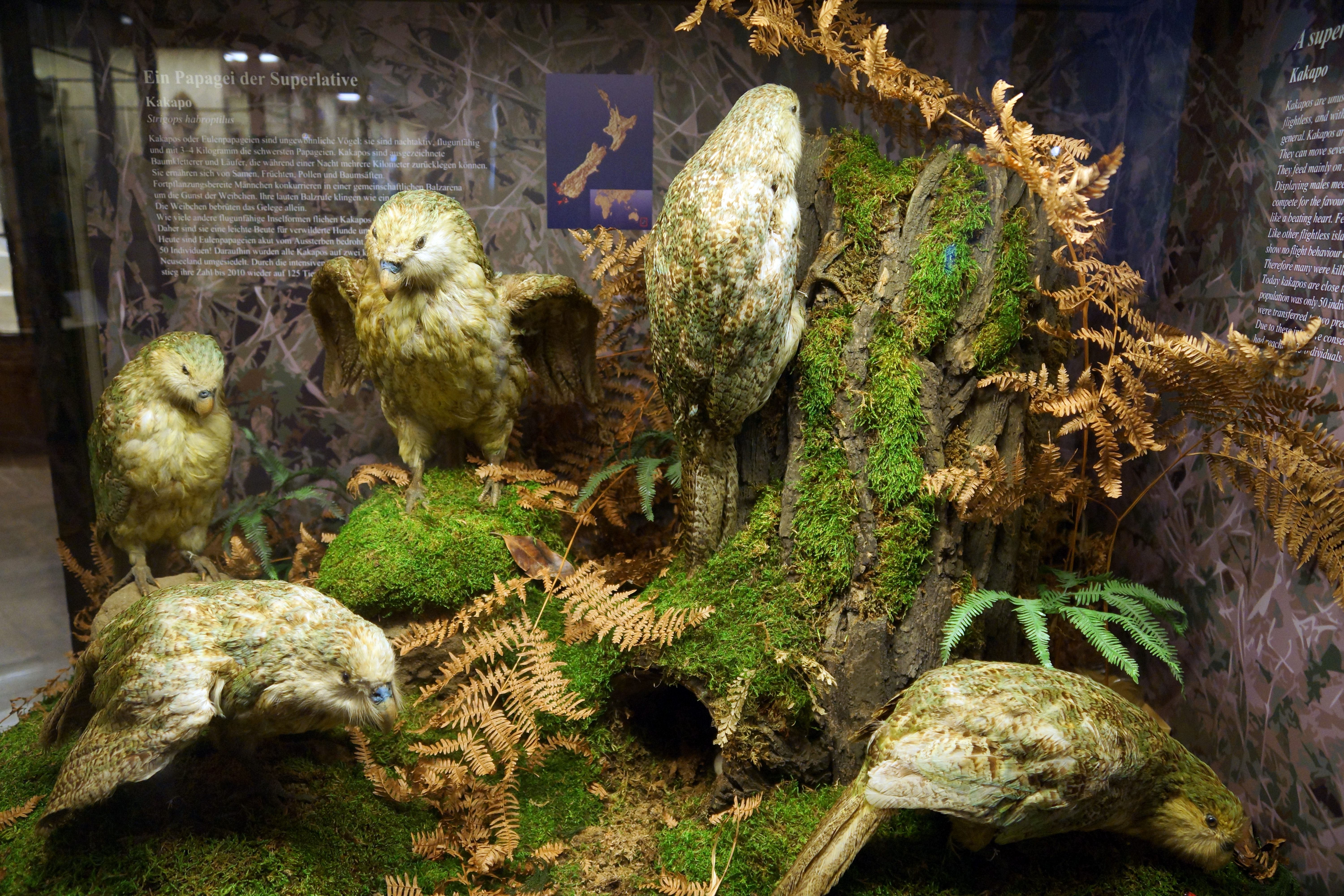
Esemplari del kākāpō in via di estinzione al Museo di Storia Naturale di Vienna; migliaia di esemplari sono stati raccolti per i musei di tutto il mondo.

La questione che riguarda la possibilità che gli uccelli debbano continuare a essere catturati attivamente per la ricerca è stata oggetto di un certo dibattito tra gli ornitologi (esempi di ciò possono essere trovati nei vivaci scambi tra Remsen e Bekoff & Elzanowski, tra Vuilleumier e Donegan, e tra Dubois & Nemesio e Donegan). Coloro che si oppongono alla pratica credono che gran parte del collezionismo attuale non sia necessario, probabilmente motivato dai risultati personali degli individui o dalla competizione tra musei, piuttosto che dal risultato di una rigorosa logica scientifica; la raccolta infatti, in casi estremi di specie in via di estinzione, può rappresentare una minaccia per le popolazioni di uccelli; in molti casi in cui viene rivendicata la necessità di campioni, potrebbero invece essere utilizzate nuove tecnologie come la fotografia digitale e l'analisi dei campioni di sangue di individui intrappolati nella rete. Infine, in un’epoca di deforestazione dilagante e di estinzione delle specie, scienziati e ambientalisti dovrebbero prendere l’iniziativa di fornire un esempio alla popolazione locale affinché non uccida o non cacci gli uccelli. Laddove sono fattibili altre tecniche che non comportano l'uccisione di un uccello, alcuni considerano semplicemente non etico il prelievo di un esemplare. I sostenitori della raccolta ribattono che, rispetto ai molti milioni di uccelli uccisi ogni anno dalla distruzione dell'habitat, dai gatti domestici e dagli urti contro finestre e palazzi, gli scienziati raccolgono solo poche migliaia di uccelli all'anno in tutto il mondo e le popolazioni si riprenderanno rapidamente da un episodio di raccolta finché rimane intatto il loro habitat. I sostenitori della raccolta continua sottolineano anche la maggiore utilità scientifica e l'eredità degli esemplari museali rispetto ai campioni di sangue o alle fotografie e sostengono che la raccolta a scopo di ricerca offre l'unica fonte di mortalità aviaria con un esito positivo per gli uccelli in termini di conoscenze biologiche acquisite. Sebbene il prelievo di piccoli campioni di sangue da uccelli selvatici sia spesso visto come un'alternativa innocua alla raccolta, riduce la sopravvivenza fino al 33% e non fornisce i vantaggi di un buono campione. Gli scienziati hanno sottolineato che le popolazioni di uccelli rappresentano risorse rinnovabili e che la raccolta scientifica rappresenta solo una percentuale piccola e non additiva della mortalità annuale degli uccelli. Tuttavia, esistono esempi di specie alla cui estinzione ha contribuito direttamente il collezionismo museale (ad esempio la Caracara lutosa e il Picchio dal becco avorio). L'ultimo esemplare dell'estinto Drepanis funerea di Molokai è stato ucciso per essere collezionato.